# Dumitru Giurescu
Dumitru Giurescu (n. 5 august 1955) este un fost deputat român în legislatura 1990-1992 începând de la 18 mai 1992, ales în județul Arad pe listele partidului FSN. Deputatul Dumitru Giurescu l-a înlocuit pe deputatul Dan Gheorghe Lazăr Ivan.